# Mladočov
Mladočov je malá vesnice, část obce Poříčí u Litomyšle v okrese Svitavy. Nachází se asi 10 km JZ od Litomyšle, 1 km na sever od Poříčí u Litomyšle. V roce 2009 zde bylo evidováno 40 adres. V roce 2001 zde trvale žilo 88 obyvatel.
Mladočov je také název katastrálního území o rozloze 1,74 km2.

## Historie
Mladočov se poprvé připomíná roku 1350, kdy byla ves s farním kostelem darována litomyšlskému biskupství. Roku 1929 zde žilo ve 30 domech 149 obyvatel.

## Pamětihodnosti
- Kostel sv. Bartoloměje ze 13. století, později různě upravovaný. Má čtvercový presbytář s křížovou klenbou, loď má dřevěný plochý strop, barokní okna a velmi hlubokou kruchtu. Zvonice, kterou se vchází na hřbitov, je patrně středověká.[7]
- Barokní fara s mansardovou střechou a hospodářským dvorem z 18. století.

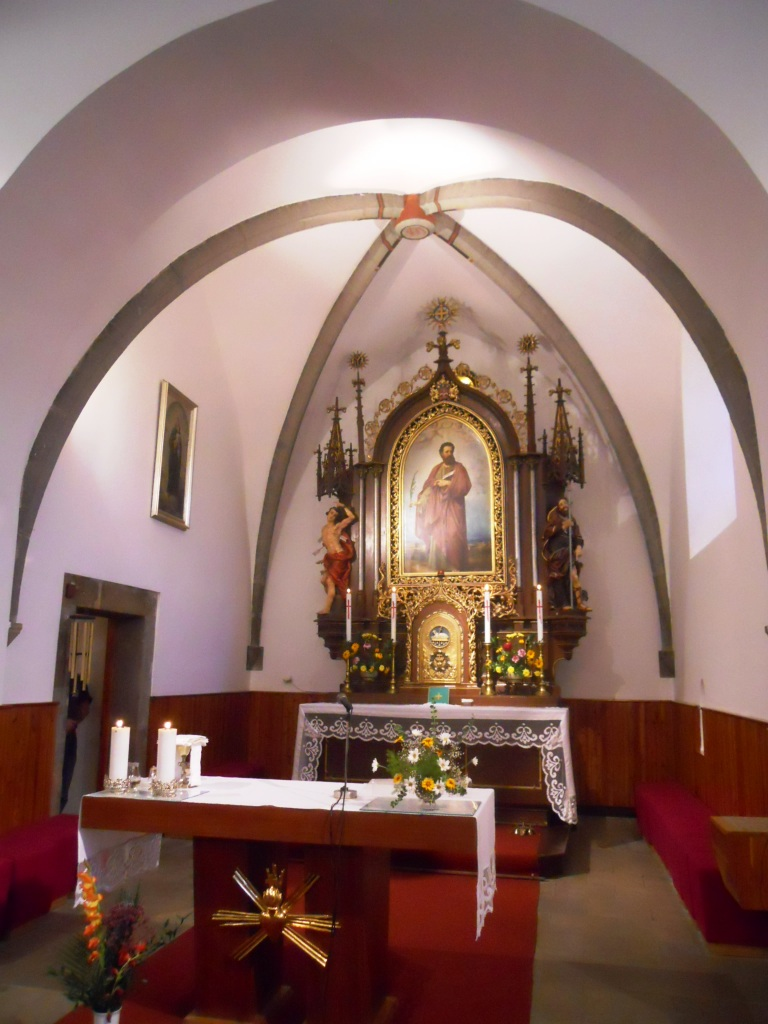
Kostel sv. Bartoloměje, presbytář
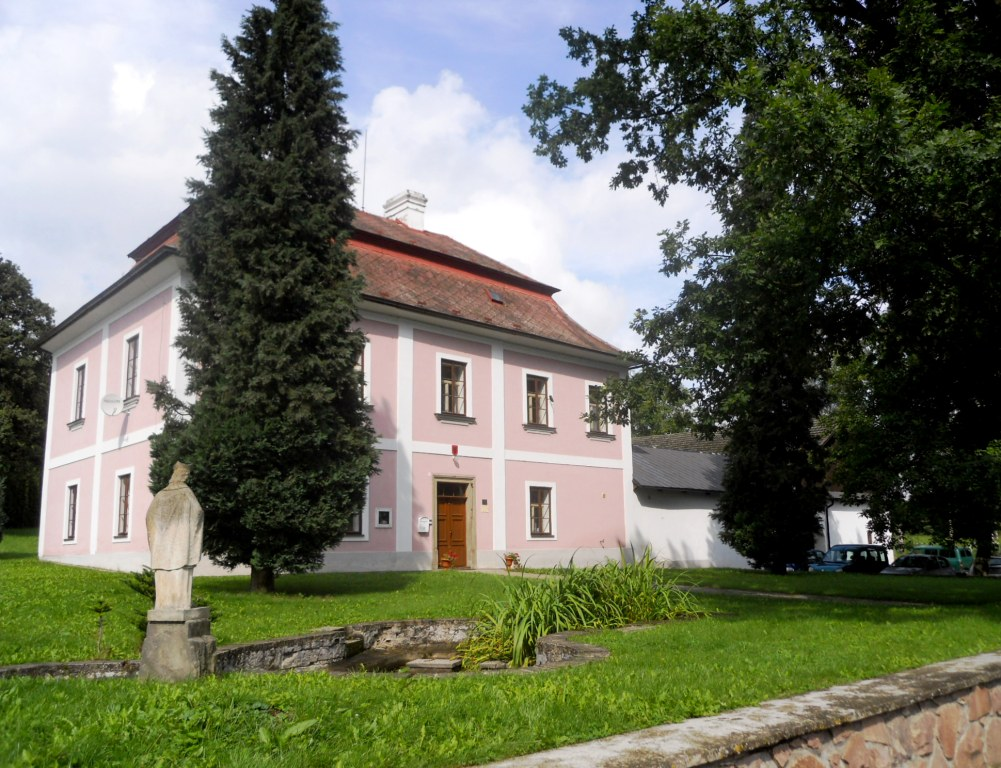
Fara